# Groupe Steiner
Pour les articles homonymes, voir Steiner.
Le Groupe Steiner est un groupe suisse actif dans le secteur du génie civil.
En 2005 le groupe constitue la plus grande entreprise générale de Suisse avec un chiffre d’affaires de 1,379 milliard CHF. dont 98 millions d’euros de chiffre d’affaires en France.

## Date clés
- 1915  Création de la menuiserie Carl Steiner-Schumacher à Zurich.
- 1944  Karl Steiner devient seul propriétaire.
- 1948  Début des activités en tant qu'entreprise générale.
- 1980  Transformation en société anonyme.
- 1994  Création de la coentreprise Sogelym-Steiner SAS en France
- 2003  Reprise de la société Isag Immoservices SA à St. Gall
- 2004  Reprise à 100 % de Sogelym-Steiner SAS en France, située à Lyon, Grenoble et Paris
- 2005  Création d'Evostate avec des investisseurs tiers pour le financement de projets immobiliers et constitution et participation majoritaire dans Steiner Modern à Beijing  [1]
- 2010  Le Groupe HCC, leader de la construction et des infrastructures en Inde, prend une participation majoritaire dans Karl Steiner SA : Règlement de la succession de Peter Steiner[2]